# Octopoteuthis neilseni
Octopoteuthis neilseni is een inktvissensoort uit de familie van de Octopoteuthidae. De wetenschappelijke naam van de soort is voor het eerst geldig gepubliceerd in 1948 door Robson.